# Falcone Lucifero
Falcone Lucifero, né le 3 janvier 1898 à Crotone et mort le 2 mai 1997 à Rome, est un homme politique italien.

## Biographie
Falcone Lucifero est le fils de l'historien, botaniste et numismate Armando Lucifero (1855-1933), frère du marquis d'Aprigliano (aujourd'hui Apriglianello), et d'Antonietta di Francia. Il est leur sixième enfant et appartient donc à la famille Lucifero de Crotone.
Falcone Lucifero participe à la Première Guerre mondiale en tant qu'officier avant d'aller à l'université à Turin, dans le nord de l'Italie, où il obtient un diplôme en jurisprudence.
En 1920, il est élu conseiller communal de la ville de Crotone, chef-lieu de la province du même nom, en tant que membre du Parti socialiste unitaire. Il est alors très proche du courant socialiste réformiste mené par Filippo Turati mais il s'en détache ensuite et s'inscrit au Parti national fasciste. Toutefois, après l'arrivée au pouvoir de Benito Mussolini et du parti fasciste, il désapprouve finalement l'idéologie et se retire de la vie politique pour exercer la profession d'avocat.
Le 25 juillet 1943, après la chute du régime fasciste et la libération de l'Italie par les troupes américaines, Falcone Lucifero est nommé préfet de la province de Catanzaro puis préfet de la province de Bari. Du 11 février au 22 avril 1944, il est également promu au poste de ministre de l'Agriculture.
Le 4 juin 1944, il est nommé ministre de la Maison Royale, d'abord au service du roi Victor-Emmanuel III puis d'Humbert II, dernier roi d'Italie, jusqu'à la mort de celui-ci en exil, en 1983, en Suisse.
Falcone Lucifero est mort à Rome le 2 mai 1997 à l'âge de 99 ans.
Le poète est sculpteur Alfredo Lucifero est son neveu.

## Distinctions
- Chevalier de l'Ordre suprême de la Très Sainte Annonciade (1969).
- Chevalier de l'Ordre des Saints-Maurice-et-Lazare (1969).
- Chevalier de l'Ordre de la Couronne d'Italie (1969).

## Ouvrages
- L'ultimo re. I diari del ministro della Real Casa, 1944-1946, Milan, Mondadori, 2002,  (ISBN 88-04-48954-5).
- Niobe : dramma in tre atti e un epilogo, Chiaravalle Centrale, Frama Sud S.p.A., 1987.
- Tonna, Crotone, Editoriale crotonese, 1986.
- Il re dall'esilio, Milan, SM, 1978.
- Il pensiero e l'azione del re Umberto II dall'esilio, Milan, Rizzoli, 1966.

## Source
- (it) Cet article est partiellement ou en totalité issu de l’article de Wikipédia en italien intitulé « Falcone Lucifero » (voir la liste des auteurs).